# Angerona nigrisparsa
Angerona nigrisparsa là một loài bướm đêm trong họ Geometridae.